# 柳树沟乡
柳树沟乡，是中华人民共和国新疆维吾尔自治区哈密市伊州区下辖的一个乡镇级行政单位。

## 行政区划
柳树沟乡下辖以下地区：
柳树沟村、一棵树村和工一师村。